# 2010 EL139
2010 EL139 – planetoida należąca do grupy obiektów transneptunowych, zaliczana do plutonków. Planetoida ta została odkryta w marcu 2010 roku w programie OGLE-IV przez zespół astronomów Uniwersytetu Warszawskiego pod kierownictwem prof. Andrzeja Udalskiego przy użyciu kamery obrazującej niebo zainstalowanej przy 1,3 m teleskopie warszawskim w Obserwatorium Las Campanas. Nazwa planetoidy jest oznaczeniem tymczasowym, nie posiada też jeszcze oficjalnej numeracji.

## Orbita
2010 EL139 okrąża Słońce w ciągu ok. 248,5 lat w średniej odległości ok. 39,5 j.a. Nachylenie jej orbity względem ekliptyki to 22,97°, a mimośród jej orbity wynosi 0,0709. W swoim ruch orbitalnym 2010 EL139 przecina orbitę Plutona.
Średnica planetoidy 2010 EL139 szacowana jest na około 420 km.
Planetoida ta wraz z (471143) Dziewanna, (471165) 2010 HE79 i 2010 FX86 jest jedną z czterech nowo odkrytych planetoid przez polskich astronomów. Należy ona do wyjątkowo dużych obiektów i jest typowym obiektem transneptunowym.